# Kilchberg (Tübingen)

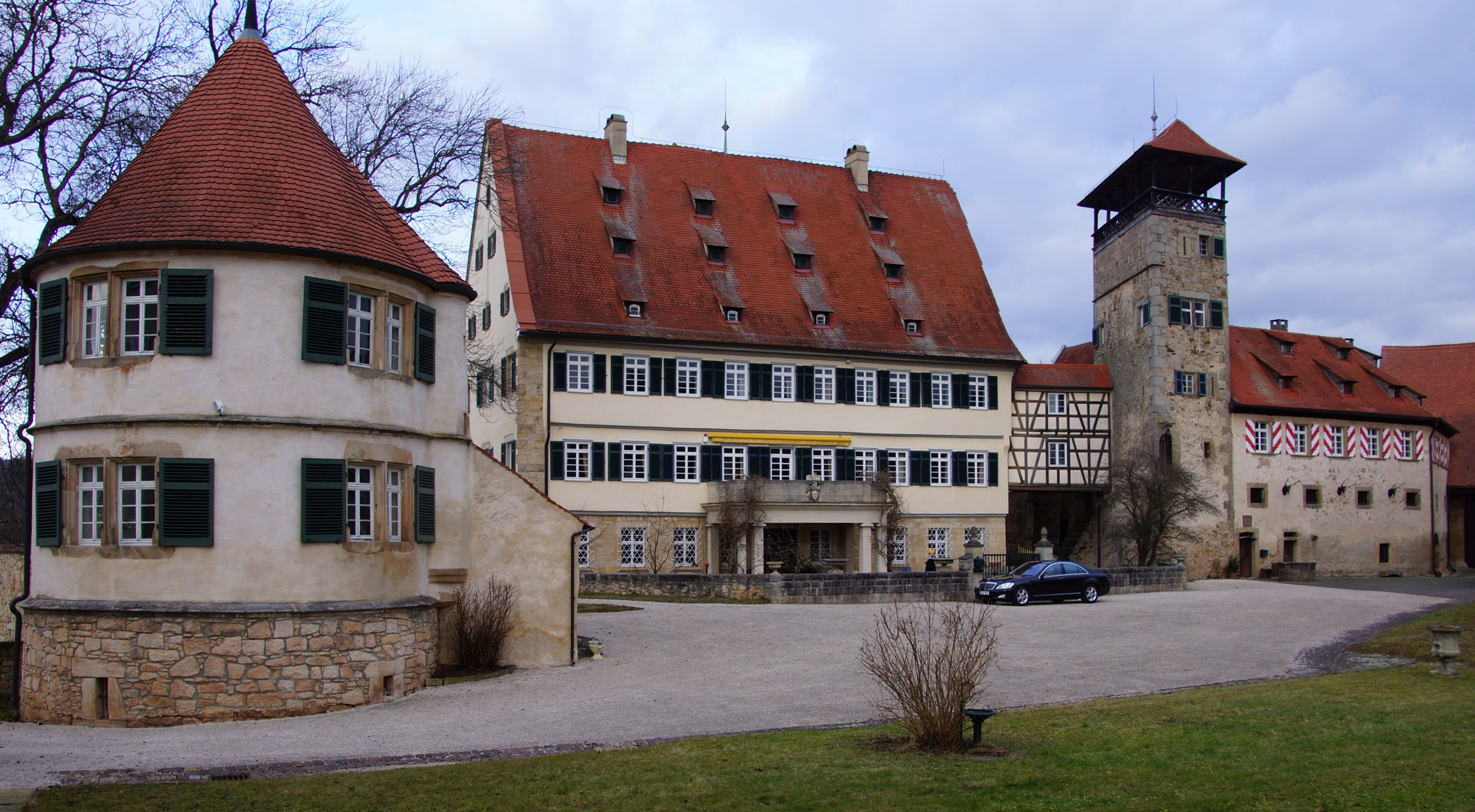
Schloss Kilchberg

Kilchberg ist ein Teilort der Universitätsstadt Tübingen am Schloss Kilchberg. Er liegt südwestlich der Innenstadt. Es ist ein ehemaliger ritterschaftlicher Besitz.

## Lage
Kilchberg liegt fünf Kilometer südwestlich der Kernstadt und sieben Kilometer östlich von Rottenburg am Neckar auf der fast ebenen Niederterrasse des Neckartales am Fuße des Rammert in einer Höhenlage zwischen 330 und 480 m (Heineswald im Rammert). Seit 1. Juli 1971 ist die einst selbstständige Gemeinde in die Stadt Tübingen zusammen mit sieben weiteren Teilorten eingegliedert.

## Geschichte

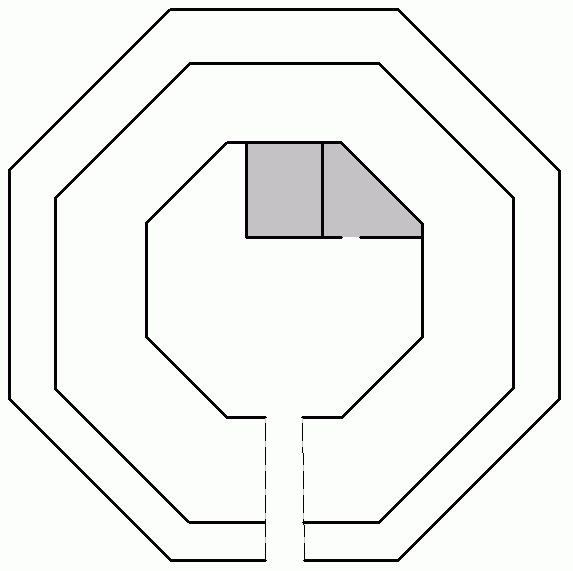
Grundriss-Skizze der Burg Kilchberg

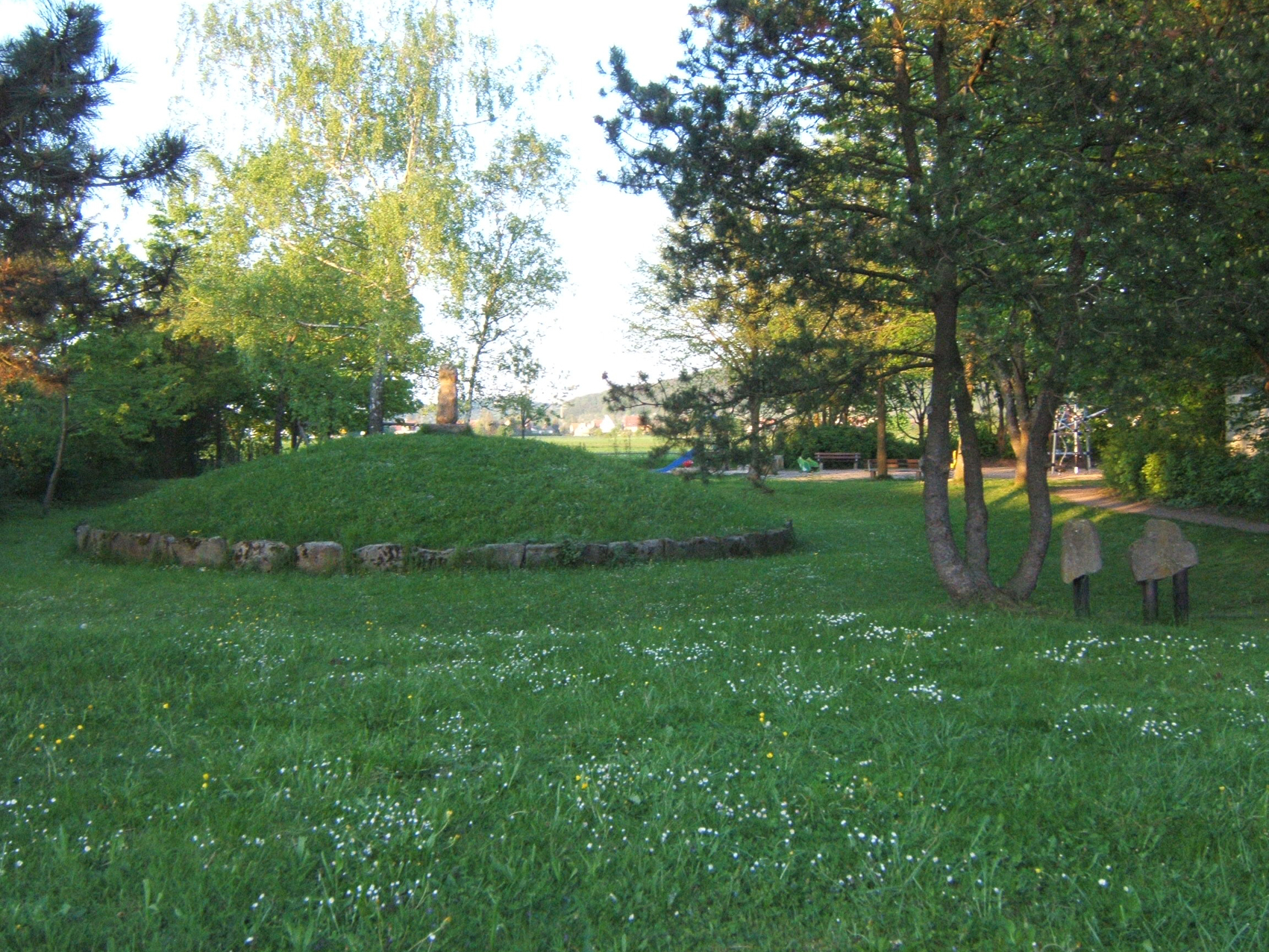
Grabhügel

Es gibt verschiedene Urkunden über Kilchbergs erste Nennung; die erste datiert aus dem Jahr 1231. Das 750-Jahr-Fest im Jahre 1986 beruht auf folgender Tatsache:
Im Jahr 1236 hat der Pfalzgraf Wilhelm von Tübingen seine Tochter Adelheid mit Kuno von Münzenberg verheiratet und darüber eine Urkunde ausgestellt. Als Zeuge war anwesend ein Heynrikus de Kirchperc. Diese Urkunde dient den Geschichtsforschern als erste Nennung Kilchbergs. Im Jahre 1261 taucht als Nachfolger der Name „Lescher“ und die Schreibweise „Kilchberg“ erstmals auf.
Kilchberg war ursprünglich ein ritterschaftlicher Besitz und obwohl es seit 1558 zu Württemberg gehörte, hatte dort auch in der 1. Hälfte des 17. Jh. vor allem der Junker das Sagen.
Am 1. Juli 1971 wurde Kilchberg bei der Gebietsreform in Baden-Württemberg in die Kreisstadt Tübingen eingegliedert und verlor seine kommunale Selbstständigkeit.

## Bauwerke
Die Martinskirche der evangelischen Kirchengemeinde (Kirchenbezirk Tübingen) hat ein romanisches Turmuntergeschoss. Weitere Baustile lassen sich feststellen: das Langhaus ist spätgotisch, die Fenster und das Portal spätbarock, Grabmale stammen aus der Renaissance, die Predella von 1478, das Kruzifix ist wohl aus frühgotischer Zeit. Die Chororgel wurde 1756 eingebaut, ihre originale Bemalung von 1770 ist erhalten. Die ältesten Glocken der Kirche stammen aus dem 15. Jahrhundert. Der in Kilchberg lange Zeit wohnende namhafte Architekt Paul Schmitthenner hat 1945 und 1954 an der Martinskirche Renovierungsarbeiten geleitet.
Das Kilchberger Pfarramt ist auch für die evangelischen Christen in Bühl zuständig. 1998 konnte dort ein Gemeindehaus erbaut werden, das nach Anna von Stein benannt wurde, der „Mutter der Reformation“ in Bühl.

## Wirtschaft und Infrastruktur

### Wirtschaft
Auf den fruchtbaren Auelehmen im Neckartal werden rund um den Ort Ackerbau betrieben. Im Süden hat Kilchberg einen größeren Flächenanteil am Rammertwald.
Westlich der Ortschaft, an der Grenze zu Tübingen-Bühl, hat sich mit den Himmel-Werken ein großer Metall verarbeitender Betrieb angesiedelt. Das Werk gehört der Siemens AG an und produziert Elektromotoren.

### Verkehr
Die Ortschaft wird im Norden von der L 370 tangiert, die Tübingen mit der Großen Kreisstadt Rottenburg im Westen verbindet. Sie wurde auf Kilchberger Gemarkung parallel zur Bahnstrecke Plochingen–Immendingen gelegt.

## Gemeindepartnerschaft
- Kilchberg (Schweiz) seit 1981. Ohne Partnerschaftsvertrag seit 1956, als eine Kilchberg-Schweizer Delegation Kilchberg bei Tübingen zum ersten Mal besuchte. Dieser Kontakt entstand durch eine Lausbubengeschichte: Ein 13-jähriger Schüler hatte einen Werbezettel zur Bürgermeisterwahl in Kilchberg bei Tübingen kurzerhand an das „Bürgermeisteramt in Kilchberg am Zürichsee“ geschickt[5].

## Persönlichkeiten, die mit dem Ort in Verbindung standen

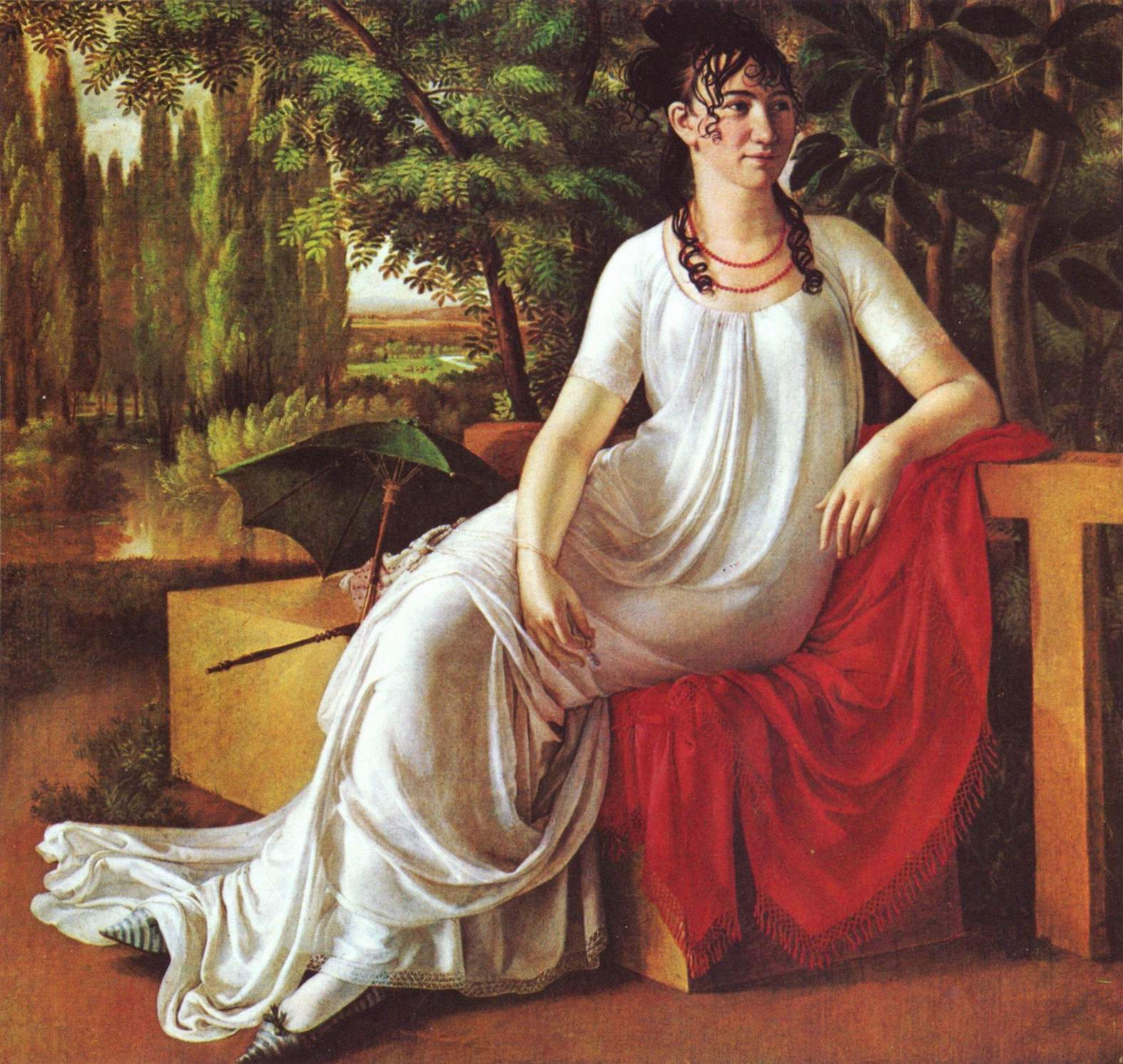
Ernestine Philippine Wilhelmine Haas. Porträt von Christian Gottlieb Schick

- Hans Urban von Closen († 1626) war ein bayrischer Erblandesmarschall und später der Besitzer von Kilchberg bei Tübingen.
- Ernestine Philippine Wilhelmine Haas (1769–1821), Pfarrerstochter aus Kilchberg, heiratete Johann Friedrich Cotta, den Verleger Schillers und Goethes
- Otto Robert Hauser (1886–1972), ein in Kilchberg geborener Politiker und Philanthrop, sammelte nach dem Zweiten Weltkrieg 3,5 Millionen Dollar und ließ dafür CARE-Pakete ins hungernde Deutschland schicken.
- Johann Gottfried Mayer (1741–1807), 1769–1781 Pfarrer in Kilchberg; 1781–1801 Klosterprofessor in Maulbronn (dort 1786–1788 Lehrer Friedrich Hölderlins).
- Paul Schmitthenner (1884–1972), Architekt, Vertreter der „Stuttgarter Schule“, Ehrenbürger von Kilchberg (sein letzter Wohnort von 1944 bis 1971)
- Christian Wilhelm von Tessin (1781–1846), Rittergutsbesitzer, der sich u. a. als Forstwissenschaftler und Autor betätigte